# Eilema laevis
Eilema laevis är en fjärilsart som beskrevs av Butler 1877. Eilema laevis ingår i släktet Eilema och familjen björnspinnare. Inga underarter finns listade i Catalogue of Life.